# Nati nel 1260
| Questa pagina contiene informazioni ricavate automaticamente dalle voci biografiche con l'ausilio del template Bio e di un bot. L'aggiornamento è periodico e automatico e ricostruisce completamente la pagina. Se manca una persona in questa lista, sei pregato di non aggiungerla, ma accertati piuttosto che la sua voce biografica contenga il template Bio e che i dati anagrafici siano correttamente compilati. Se il template Bio manca, inseriscilo tu stesso o, in alternativa, metti l'avviso {{tmp\|Bio}} che ne segnala la mancanza. Se i dati riportati sono sbagliati, correggi direttamente la voce biografica; le modifiche saranno visibili in questa lista entro pochi giorni. Per chiarimenti vedi il progetto biografie. La lista contiene solo le 29 persone che sono citate nell'enciclopedia e per le quali è stato implementato correttamente il template Bio. Pagina aggiornata al 26 mar 2025. |

- Agnese di Francia, duchessa († 1325)
- Baraka Khan, sultano egiziano († 1280)
- Andalò del Negro, astronomo, geografo e scrittore italiano († 1334)
- Andrea III di Vladimir, sovrano russo († 1304)
- Anna d'Ungheria, imperatrice bizantina († 1281)
- Beatrice di Sicilia, nobile († 1307)
- Pietro Boattieri, giurista italiano
- Bindo Bonichi, religioso e poeta italiano († 1337)
- Pietro Colonna, cardinale italiano († 1326)
- Rossellino Della Tosa, politico e nobile italiano († 1330)
- Alfonso Dionisio, nobile portoghese († 1310)
- Ermengol X di Urgell, conte († 1314)
- Giustina Francucci Bezzoli, religiosa italiana († 1319)
- Giordano da Pisa, religioso italiano († 1311)
- Roberto di Gloucester, storico britannico († 1300)
- Guillaume Pierre Godin, cardinale e vescovo cattolico francese († 1336)
- Tommaso Gozzadini, letterato italiano († 1330)
- Judah ibn Nissim ibn Malkah, filosofo marocchino
- Lloque Yupanqui, sovrano inca († 1290)
- Enguerrand de Marigny, giurista francese († 1315)
- Monaldo Monaldeschi, arcivescovo cattolico italiano († 1331)
- Henri de Mondeville, medico francese († 1320)
- Guglielmo di Nogaret, giurista francese († 1313)
- Filippo Tesauro, pittore italiano († 1320)
- Vivaldo da San Gimignano, religioso italiano († 1320)
- Vytenis, nobile lituano († 1316)
- Pietro di Castiglia, principe spagnolo († 1283)
- Corrado II di Slesia, patriarca cattolico tedesco († 1304)
- Meister Eckhart, teologo e religioso tedesco